# Rio Dude
O Rio Dude é um rio da Romênia, afluente do Poicu, localizado no distrito de Cluj.